# Беортрик
Беортрик (англ. Beorhtric; Великолепный король; убит в 802) — король Уэссекса (786—802) из Уэссекской династии.

## Биография
О происхождении Беортрика точно неизвестно. В «Англосаксонской хронике» сообщается, что родословная Беортрика по мужской линии восходила к королю Кердику, основателю Уэссекской династии. В «Абингдонской хронике» уточняется, что отцом Беортрика был король Киневульф. Однако историки высказывают предположение, что в этой поздней хронике имя предшественника Беортрика на престоле Уэссекса ошибочно выдаётся за имя его отца.
В 786 году был убит король Уэссекса Киневульф. Вслед за ним погиб и организовавший заговор этелинг Кинегард, брат прежнего короля Сигеберта. В развернувшейся борьбе за престол Беортрик был поддержан королём Мерсии Оффой против другого претендента, Эгберта. Не совсем ясно, почему Оффа вмешался в эту борьбу на стороне Беортрика: возможно, что он намеревался влиять на западно-саксонскую политику, и, таким образом, сохранить господство Мерсии на юге. Также известно, что Эгберт был потомком династии кентских королей. Ранее кентцы под руководством Эалмунда, отца Эгберта, восстали против господства Оффы и разбили его в сражении при Отфорде (англ. Otford). Беортрик в этой борьбе одержал победу, а Эгберт бежал к франкам, где нашёл приют при дворе Карла Великого.
До некоторой степени Беортрик, кажется, был покорен власти Оффы. В 787 году он совместно с Оффой провёл синод в Челси, в 789 году женился на одной из дочерей Оффы Эдбурхе, а также позволил Оффе управлять традиционно западносаксонскими землями на границе с Мерсией, что видно из хартий Оффы и его сына Эгфрита. Западные саксы, кажется, использовали деньги Оффы: единственной монетой известной на тот период является пенни Оффы, распространенная от Верхней Темзы до Варегема (англ. Wareham), территории непосредственно связанной с Беортриком.
Во время правления Беортрика, согласно «Англосаксонской хронике» произошёл первый набег викингов на Британию. В 789 году даны прибыли на трёх кораблях и высадились на Дорсетском побережье, около острова Портленд, где убили королевского шерифа, который, не зная кто они такие, отправился туда, чтобы сопроводить их в столицу.
После смерти Оффы в 796 году власть Мерсии над Англосаксонской Британией ослабла, и Беортрик, возможно, с того времени стал править более независимо. При нём в Уэссексе изготавливались собственные деньги, что предполагает, что он основал новый монетный двор. Сохранились только две западно-саксонские монеты от правления Беортрика, что доказывает непродолжительность чеканки им своих монет. В течение нескольких лет преемник Оффы, Кеонвульф, восстановил господствующее положение Мерсии. С 799 года отношения Беортрика с мерсийцами, кажется, вновь стали напоминать ситуацию, сложившуюся перед смертью Оффы.
Живший при дворе Альфреда Великого историк Ассер писал о том, что став королевой жена Беортрика Эдбурха немедленно начала править деспотично, как и её отец. Она отвращала от короля каждого человека, которого любил Беортрик, и обвиняла всех, кого могла, перед королём, и, таким образом, коварно лишала их жизни или власти. Если же она не могла получить королевского позволения, она убивала их с помощью яда. Так, убедившись в том что её супруг не прислушивается ни к каким обвинениям против одного любимого королём юноши, она отравила этого придворного. Более того, якобы, король невольно попробовал яд, хотя королева собиралась дать его только одному юноше, и в итоге оба они погибли. Обвинённой в убийстве королеве больше нельзя было оставаться среди западных саксов, и она уплыла за море с несметными сокровищами, и прибыла ко двору великого короля франков Карла Великого.
После безуспешной попытки выйти замуж за Карла Великого Эдбурха получила от него большой женский монастырь, в котором она исполняла обязанности аббатисы в течение нескольких лет. Живя неразумно в своей стране, она стала действовать ещё хуже в чужой стране. Обвинённая в прелюбодеянии с человеком одного с ней народа, она была изгнана из монастыря по приказу короля франков. Эдбурха умерла в нищете и изгнании в городе Павия в Италии.